# Schlacht bei Lodi
1792

Porrentruy – Marquain – Quiévrain – Verdun – Thionville – Valmy – Lille – Mainz (1792) – Jemappes
1793

Aldenhoven I – Namur – Neerwinden – Mainz (1793) – Famars – Valenciennes (1793) – Arlon (1793) – Hondschoote – Meribel – Avesnes-le-Sec – Pirmasens – Toulon – Fontenay-le-Comte – Cholet – Lucon – Trouillas – Dünkirchen – Le Quesnoy – Menin I – Wattignies – Weißenburg I – Biesingen – Kaiserslautern I – Weißenburg II
1794

Boulou – Landrecis – Menin II – Mouscron – Martinique – Guadeloupe – Tourcoing – Tournai – Kaiserslautern II – San-Lorenzo de la Muga – 13. Prairial – Fleurus – Kaiserslautern III – Vosges – Aldenhoven II
1795

Cornwallis’ Rückzug – Genua – Groix – Hyeres – Handschuhsheim – Mainz (1795) – Mannheim – Loano
1796

Montenotte – Millesimo – Dego – Mondovì – Lodi – Borghetto – Castiglione – Mantua – Siegburg – Altenkirchen – Wetzlar – Kircheib – Kehl – Kalteiche – Friedberg  – Malsch – Neresheim – Sulzbach – Deining – Amberg – Würzburg – Neufundland – Rovereto – Bassano – Limburg – Biberach I – Emmendingen – Schliengen – Caldiero – Arcole – Irland
1797

Fall von Kehl – Rivoli (1797) – St. Vincent – Diersheim – Santa Cruz – Neuwied – Camperduin
Die Schlacht bei Lodi (auch Schlacht an der Brücke von Lodi) fand am 10. Mai 1796 in der Nähe der Stadt Lodi statt.

## Vorgeschichte
Nachdem es den französischen Truppen unter Napoleon Bonaparte zu Beginn des Italienfeldzuges gelungen war, in der Schlacht bei Montenotte die Truppen des Königreiches Sardinien-Piemont von den österreichischen Truppen zu trennen und zu besiegen, konnten sie sich nun den österreichischen Streitkräften zuwenden. Sie stießen entlang des Po vor, um den österreichischen Truppen die Verbindung zwischen Mailand und Österreich abzuschneiden. Den Österreichern wurde die Gefahr bewusst und sie zogen sich in Eile am südlichen Ufer des Flusses Adda nordöstlich nach Lodi zurück. Hier wurden sie von den französischen Truppen eingeholt und zum Kampf gestellt.

## Schlachtverlauf
Am 10. Mai traf ungefähr um 9 Uhr morgens die französische Vorhut auf die Nachhut der österreichischen Truppen und folgte ihr in Richtung Lodi. Die Stadt wurde aufgrund der schwachen Verteidigung von den Franzosen eingenommen. Die Franzosen konnten so in Richtung der Brücke über die Adda vorstoßen. Der österreichische General Sebottendorf entschied sich, die Brücke bis zum Einbruch der Dunkelheit zu verteidigen. Der Versuch der Österreicher, die Brücke zu zerstören, wurde durch das französische Feuer verhindert. Die 180 Meter lange einfache Holzbrücke war einfach zu verteidigen. Die französischen Truppen versuchten den Übergang erst, nachdem weitere Verstärkungen eingetroffen waren. Am Nachmittag begannen die Franzosen nach heftigem Beschuss, den Fluss zu überqueren. Angeblich soll Bonaparte bei dem Angriff persönlich vorangegangen sein. Um 6 Uhr abends gelang es den Franzosen, den Fluss zu überschreiten, nachdem die Kavallerie etwas weiter stromaufwärts den Fluss überquert und die Österreicher angegriffen hatte. Die österreichischen Truppen waren bereits durch den Marsch und den Kampf ohne Nahrung erschöpft und durch den französischen Beschuss demoralisiert. Da auch die Gefahr bestand, durch die französische Kavallerie abgeschnitten zu werden, zogen sich die Österreicher eilig in Richtung Crema zurück. Die österreichische Armee verlor 21 Offiziere, 2.015 Männer und 235 Pferde, die getötet, verwundet oder vermisst wurden. Zusätzlich waren 12 Kanonen, 2 Haubitzen und 30 Munitionswagen verloren gegangen. Die französischen Verluste sind nicht genau bekannt, dürften aber um die 350 Mann gelegen haben.

## Trivia
Francesco Melzi d’Eril wurde 1807 von Napoleon in seiner Rolle als König von Italien der Titel eines Duca di Lodi verliehen, der an die Schlacht bei Lodi von 1796 erinnern sollte. 
Die militärische und damit gesellschaftliche Bedeutung der Schlacht von Lodi bildet den Ausgangspunkt von Stendhals Roman Die Kartause von Parma, dessen erstes Kapitel mit dem Satz beginnt: „Am 15. Mai 1796 hielt der General Bonaparte seinen Einzug in Mailand an der Spitze jener jungen Armee, die unlängst die Brücke von Lodi überschritten und der Welt gezeigt hatte, daß Cäsar und Alexander nach so vielen Jahrhunderten einen Nachfolger hatten.“